# Offener Grundriss

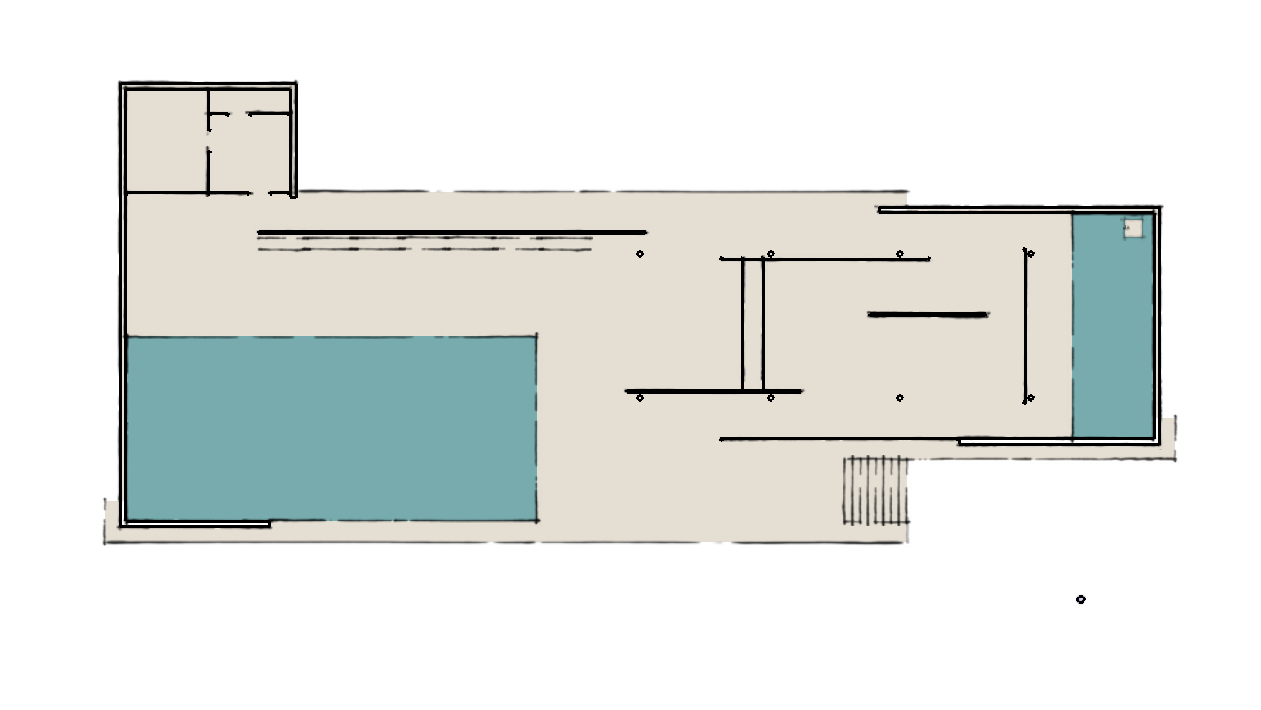
Offener Grundriss, Beispiel Barcelona-Pavillon

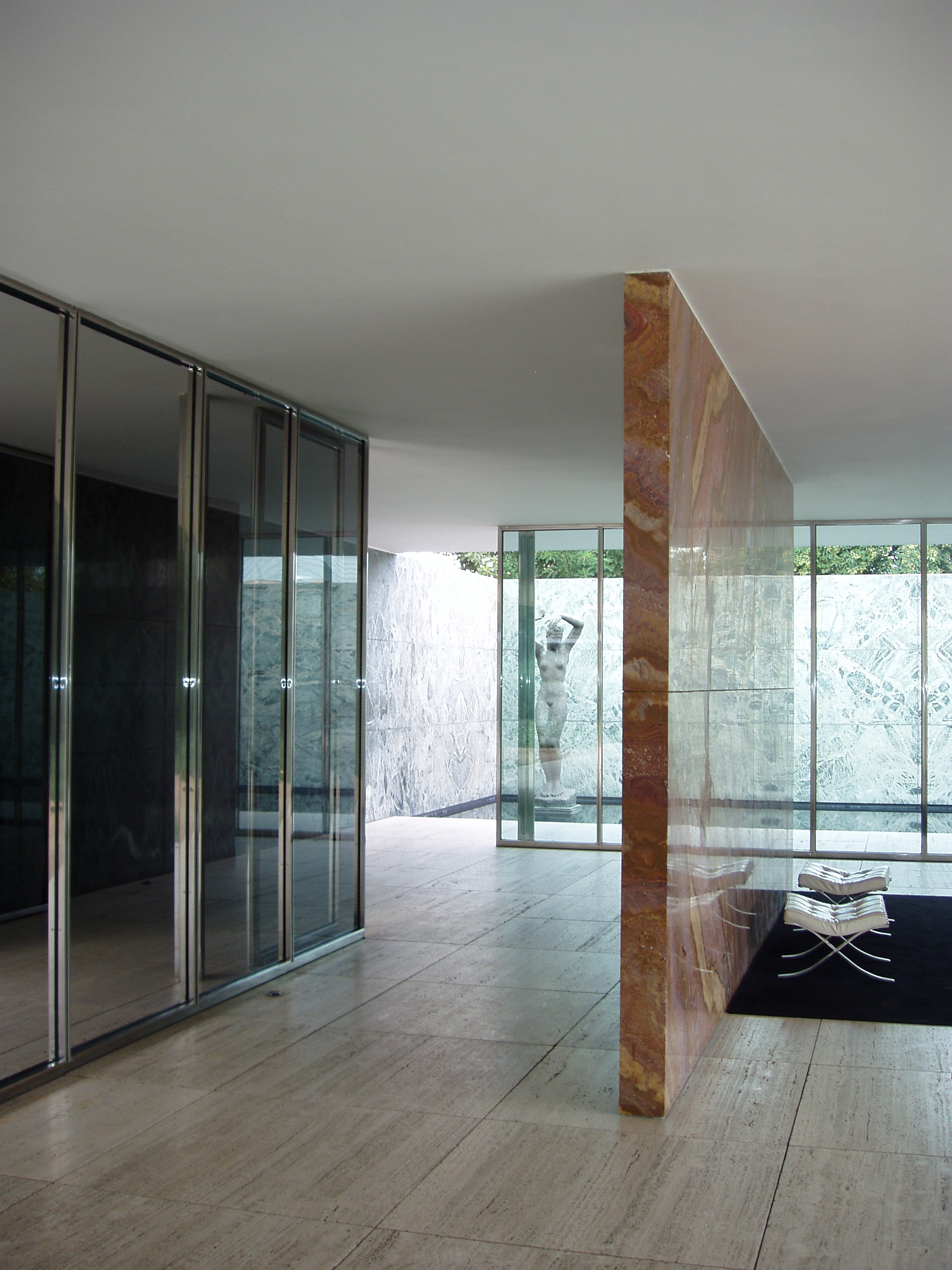
Photo des Barcelona-Pavillons

Der Offene Grundriss ist in der Architektur ein Prinzip der funktionalen Raumgliederung, die das gesamte umbaute Volumen als ein zusammenhängendes Kontinuum und nicht als eine Kombination von in sich abgeschlossenen Teilräumen oder Nutzungen behandelt.
Der Begriff steht im Zusammenhang mit einer räumlichen Betrachtungsweise. Im Gegensatz dazu steht die konstruktive Betrachtungsweise des freien Grundrisses.

## Merkmale
Die Räume sind nicht wie in typischen mitteleuropäischen Einfamilienhäusern oder Wohnungen als allseitig mit Wänden umschlossene, separate Raumeinheiten ausgeführt, sondern gehen teilweise ineinander oder in den Außenraum über.
Trennungen können durch Licht, Beleuchtung, Bodenbeläge, Materialwechsel, Farbwechsel, Möblierungen oder Proportionsänderungen akzentuiert oder erzeugt werden.
Moderne, hochdämmende Spezialverglasungen eröffnen neue Möglichkeiten sowohl bei der Öffnung von Grundrissen im Innen- als auch zum Außenbereich.
Typische Elemente in offenen Grundrissen sind leichte, nichttragende, verschiebbare, transparente Trennwände oder Raumteiler (z. B. Regalsysteme, Stellwände, Paravents, Vorhänge), sowie in den Raum eingestellte Theken und Boards als Mobiliar (Pantryküche).

## Verwendung
Traditionelle Wohn- und Nutzungsvorstellungen führen im allgemeinen Wohnungsbau etwa im deutschsprachigen Raum zu einem Beharren auf in sich abgeschlossene Räume. Die aus der Gewohnheit hervorgehenden Vorurteile gegenüber dem offenen Grundriss lassen deren Potenzial (Sichtbezüge, Kommunikation, Synergieeffekte, großzügige Raumvolumen) oft nicht zur Entfaltung kommen. So werden offene Grundrisse in Europa in erster Linie bei repräsentativen öffentlichen, Verwaltungs-, Büro- oder gehobenen Wohnbauten realisiert. Darüber hinaus nutzen vor allem Museen und Ausstellungsbauten/Messen die Vorteile einer offenen und flexiblen Grundrisseinteilung.
Zu den besonderen Herausforderungen, vor denen Architekten stehen, wenn sie in Wohnhäusern und Wohnungen mit offenen Grundrissen arbeiten, zählen unter anderem die Regulierung der Raumtemperatur, die Belüftung (z. B. Ableitung von Küchengerüchen), die Raumakustik und Schalldämmung (z. B. Dämmung des Lärms der Spülmaschine, die im Wohnbereich möglichst nicht zu hören sein soll) und die ästhetisch ansprechende und funktional zweckmäßige Gestaltung und Gliederung des Raumes.

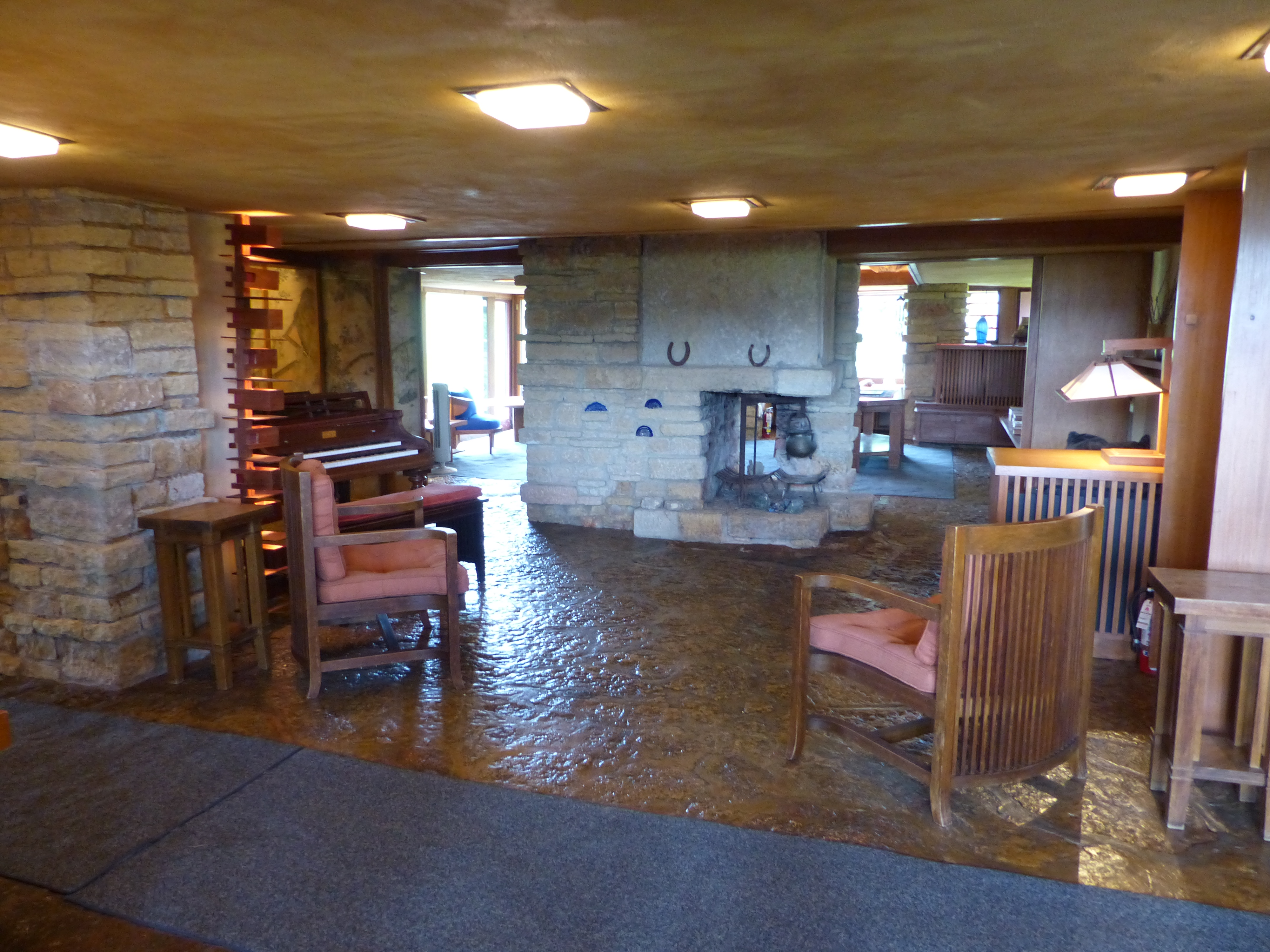
Teil eines offenen Grundrisses in einem amerikanischen Wohnhaus (Frank Lloyd Wrights Taliesin)

In den Vereinigten Staaten sind – angeregt durch Architekten wie Frank Lloyd Wright – offene Grundrisse sowohl in Wohnhäusern als auch in Wohnungen seit dem 20. Jahrhundert die Regel, wobei Schlafzimmer und Bäder freilich wie in Europa als intime, durch Türen abgeschiedene Räume konzipiert sind. Technischer Hintergrund der offenen Grundrisse in den Vereinigten Staaten ist der dort vorherrschende Holzrahmenbau, der es – insbesondere seit der Einführung moderner stabiler Holzwerkstoffe – ermöglicht, große Räume zu bauen, deren Decken kaum von Zwischenwänden unterstützt zu werden brauchen.